# 뉴질랜드 파운드
뉴질랜드 파운드(영어: New Zealand pound)는 1840년부터 1967년까지 통용된 뉴질랜드의 통화이다. 1/2 페니, 1 페니, 3 펜스, 6 펜스, 1 실링, 2 실링, 2½ 실링, 5 실링 동전, 10 실링, 1 파운드, 5 파운드, 10 파운드, 50 파운드 지폐가 통용되었다.
1967년 7월 9일 십진법 체계의 통화인 뉴질랜드 달러가 도입되면서 폐지되었다. 파운드와의 교환 비율은 1 뉴질랜드 파운드 = 2 뉴질랜드 달러였다.